# Olivaichthys mesembrinus
Olivaichthys mesembrinus is een straalvinnige vissensoort uit de familie van de oermeervallen (Diplomystidae). De wetenschappelijke naam van de soort is voor het eerst geldig gepubliceerd in 1982 door Ringuelet.